# Cerdistus villicatus
Cerdistus villicatus là một loài ruồi trong họ Asilidae. Cerdistus villicatus được Walker miêu tả năm 1851. Loài này phân bố ở miền Australasia.